# Казирага (Бергамо)
Казирага је насеље у Италији у округу Бергамо, региону Ломбардија.
Према процени из 2011. у насељу је живело 51 становника. Насеље се налази на надморској висини од 119 м.